# فرودگاه بین‌المللی رومن ت‌متچول
فرودگاه بین‌المللی رومن ت‌متچول  (به انگلیسی: Roman Tmetuchl International Airport) یک فرودگاه همگانی با کد یاتا ROR است که یک باند فرود آسفالت و بتن دارد و طول باند آن ۲۱۹۵ متر است. این فرودگاه در کشور پالائو قرار دارد و در ارتفاع ۵۴ متری از سطح دریا واقع شده است.

## خطوط هوایی و پروازها
| شرکت‌های هواپیمایی | مقصدهای پروازی                                                                              |
| ----------------- | ------------------------------------------------------------------------------------------- |
| آسیانا ایرلاینز   | Seoul-Incheon                                                                               |
| Belau Air         | فرودگاه صحرایی پللیو                                                                        |
| چاینا ایرلاینز    | فرودگاه بین‌المللی تائویوان تایوان                                                           |
| دلتا ایرلاینز     | فرودگاه بین‌المللی ناریتا                                                                    |
| هواپیمایی کره     | Seoul-Incheon                                                                               |
| Palau Airways     | فرودگاه بین‌المللی هنگ‌کنگ، فرودگاه بین‌المللی تائویوان تایوان                                 |
| یونایتد ایرلاینز  | فرودگاه بین‌المللی انتونیو بی وان پت، فرودگاه بین‌المللی نینوی آکوئینو،ش فرودگاه بین‌المللی یپ |

### چارتر
| شرکت‌های هواپیمایی | مقصدهای پروازی                                                                                       |
| ----------------- | --- |
| خطوط هوایی ژاپن   | فرودگاه فوکوئوکا، فرودگاه بین‌المللی چوبو سنترایر، فرودگاه بین‌المللی کانسای، فرودگاه بین‌المللی ناریتا |
| ترنس‌آسیا ایرویز   | فصلی: فرودگاه بین‌المللی تائویوان تایوان                                                              |